# Apenthecia heterochaeta
Apenthecia heterochaeta är en tvåvingeart som beskrevs av Chen och Masanori Joseph Toda 2008. Apenthecia heterochaeta ingår i släktet Apenthecia och familjen daggflugor. Inga underarter finns listade i Catalogue of Life.